# Cañasgordas (kommun)
Cañasgordas är en kommun i Colombia.   Den ligger i departementet Antioquía, i den nordvästra delen av landet, 300 km nordväst om huvudstaden Bogotá. Antalet invånare är 16 816. Arean är 391 kvadratkilometer.
Terrängen i Cañasgordas är bergig österut, men västerut är den kuperad.